# Бестамак (Алгинський район)
Бестама́к (каз. Бестамақ) — село у складі Алгинського району Актюбінської області Казахстану. Адміністративний центр Бестамацького сільського округу.
Населення — 3749 осіб (2021; 3332 у 2009, 2343 у 1999, 2296 у 1989).